# 고창 문수사 목조삼세불상
고창 문수사 목조삼세불상(高敞 文殊寺 木造三世佛像)은 대한민국 전북특별자치도 고창군 문수사에 있는 불상이다. 2006년 6월 16일 전라북도의 유형문화재 제207호로 지정되었다.

## 개요
문수사 대웅전에 봉안되어 있는 삼세불상으로서 중앙에 석가모니불 왼쪽(향우)에 약사불 오른쪽에 아미타불향좌)등 3구의 불상으로 이루어져 있다. 불상의 크기는 석가모니불 좌고104.5cm 아미타불 좌고 87.5cm 무릎 폭64.5cm 약사불좌고88.5cm 무릎 폭 64.5cm 내외이다

## 참고 자료
- 문수사목조삼세불상 - 국가유산청 국가유산포털